# Borne des Trois Puissances
 (mai 2019).
Si vous disposez d'ouvrages ou d'articles de référence ou si vous connaissez des sites web de qualité traitant du thème abordé ici, merci de compléter l'article en donnant les références utiles à sa vérifiabilité et en les liant à la section « Notes et références ».
La borne des Trois Puissances, parfois appelée borne des Trois Frontières,,, ou borne des Trois Pays, (en allemand Dreiländerstein), est une ancienne borne de démarcation frontalière située aujourd'hui sur la frontière franco-suisse au nord-est de la ville suisse de Porrentruy. Lors de l'annexion de l'Alsace-Lorraine par l'Empire allemand entre 1871 et 1919, elle matérialisait le tripoint marquant la rencontre des frontières de trois États : Allemagne, France et Suisse.

## Localisation
Elle se situe dans une forêt au lieu-dit « Le Bois Défendu » se trouvant à 503,65 mètres d'altitude, près de Pfetterhouse qui en délimitait le côté allemand, Réchésy pour la France et Beurnevésin pour la Suisse.

## Description
1. Suisse ;
2. France (1871-1919) ;
3. Allemagne (1871-1919).

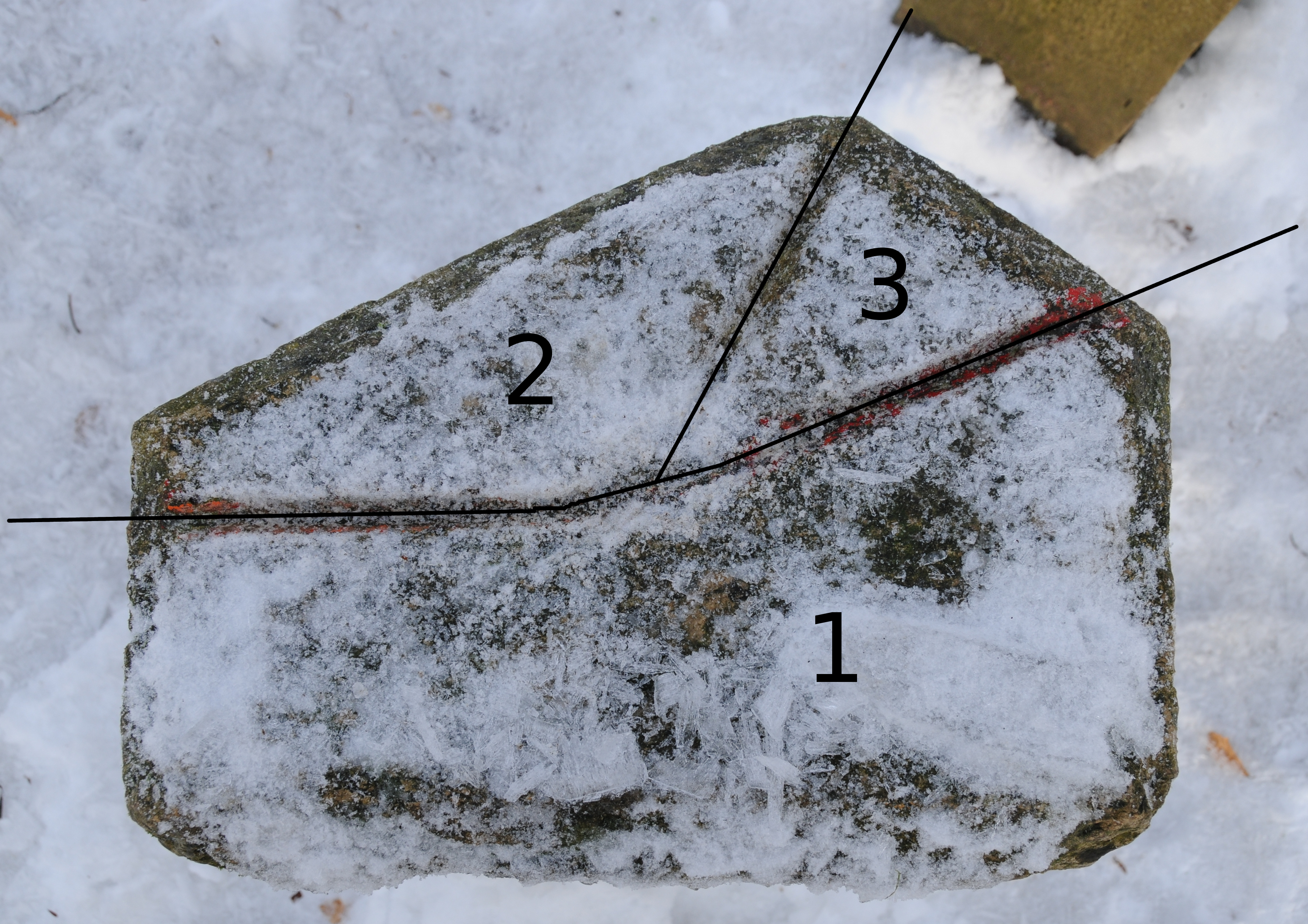
Détail du sommet de la borne des Trois puissances :

C'est la plus haute des trois bornes présentes à cet endroit. Elle fut mise en place le 28 septembre 1871 (la version actuelle a été installée en 1890 d'après la date indiquée sur la borne) pour marquer le point de rencontre des frontières allemande, française et suisse (le tracé de ces anciennes démarcations a été effectué à la peinture rouge sur la face supérieure de celle-ci, comme le montre la photo de gauche). Durant les années qui suivirent, cet endroit devint un véritable lieu de pèlerinage patriotique.
À côté d'elle, une plus petite borne marquée d'un « F » (pour « France ») et d'un « D » (pour « Deutschland »), immatriculée no 4056, fait partie d'un ensemble de 4 056 bornes qui furent placées pour délimiter la frontière, de Rédange (Moselle) à la Suisse, afin de définir la frontière entre la France et l'Allemagne, conséquence de la guerre franco-allemande de 1870 (actuellement, cette borne définit la limite entre le Territoire de Belfort et le Haut-Rhin). En conséquence, la « borne des Trois Puissances » constituait en quelque sorte la 4 057e borne de démarcation franco-allemande.
Enfin la troisième, la plus petite et la plus dégradée, n'est en fait que la base d'une borne datant de l'époque des Habsbourg où l'Alsace fait partie du Saint-Empire romain germanique jusqu'aux traités de Westphalie en 1648.

## Historique

Treffen am Dreiländerstein bei Beurnevésin pendant la Première Guerre mondiale. Archives fédérales suisses.

Le 19 juillet 1870, la France déclara la guerre à la Prusse. Six mois plus tard, en janvier 1871, elle capitulait. À la suite de cette défaite française, le traité de Francfort fut signé donnant ainsi l'Alsace et une partie de la Lorraine à l'Allemagne.
Le président français Thiers obtint du chancelier Bismarck que Belfort restât française ainsi que 106 communes composant l'actuel Territoire de Belfort dans le but stratégique de conserver la forteresse de Belfort et les forts annexes ainsi qu'une zone défensive suffisamment importante. La France céda plusieurs communes de la Moselle pour cette rétrocession.
Le décret du 16 septembre 1871 officialisa le maintien à la France du territoire restant de l'ancien Haut-Rhin. En 1922, celui-ci prendra l'appellation de « département du Territoire de Belfort ».
En 2015, des travaux de mise en valeur des bornes sont réalisés, et une cabane est construite sur le site,. En 2018, la borne frontière no 171 entre Réchésy et Lugnez est remplacée en vue de sa restauration et de son déplacement sur le site de la borne des Trois Puissances.

Après les travaux de mise en valeur et la construction de la cabane
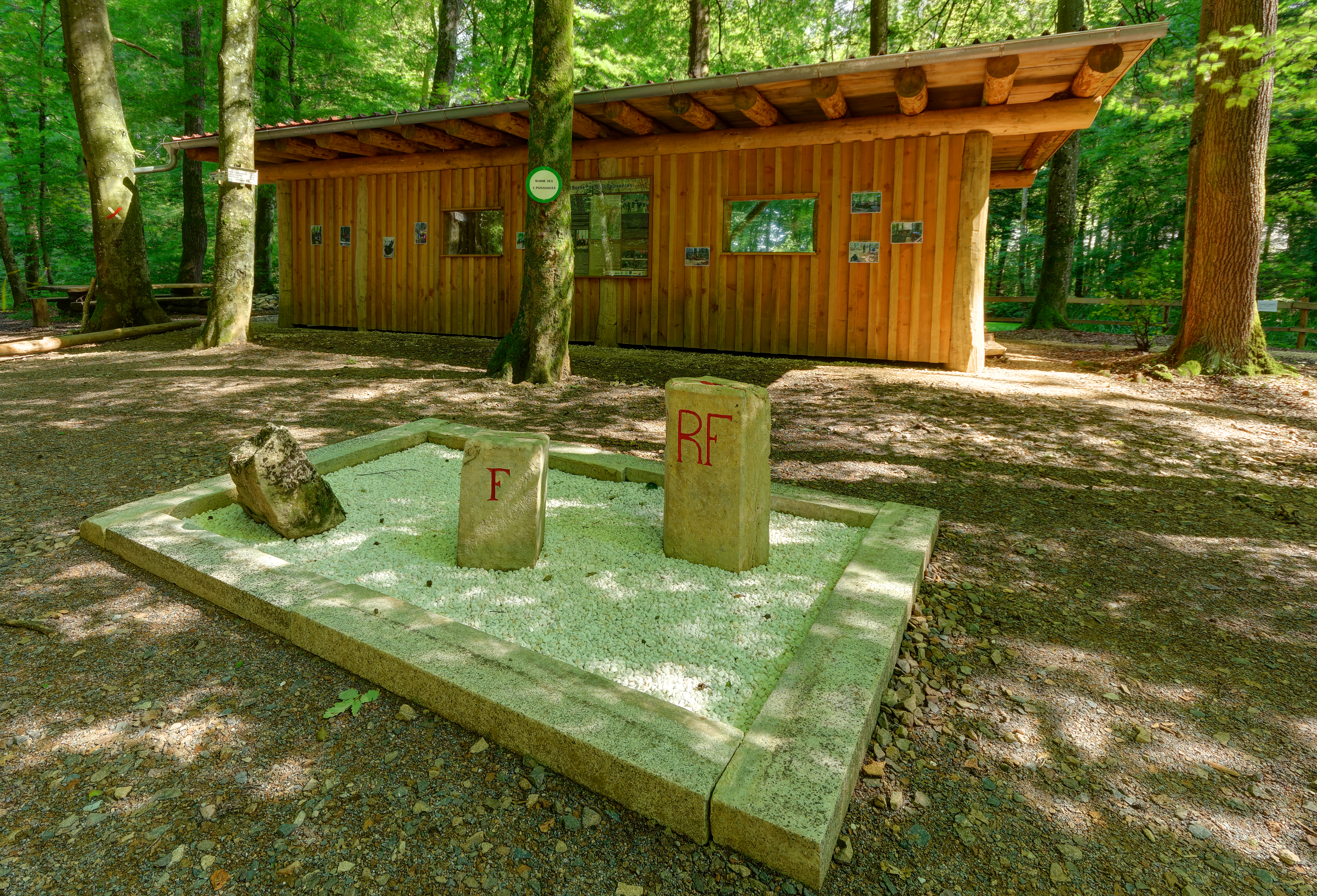
Les bornes, encadrées par une bordure en pierre, et la cabane.
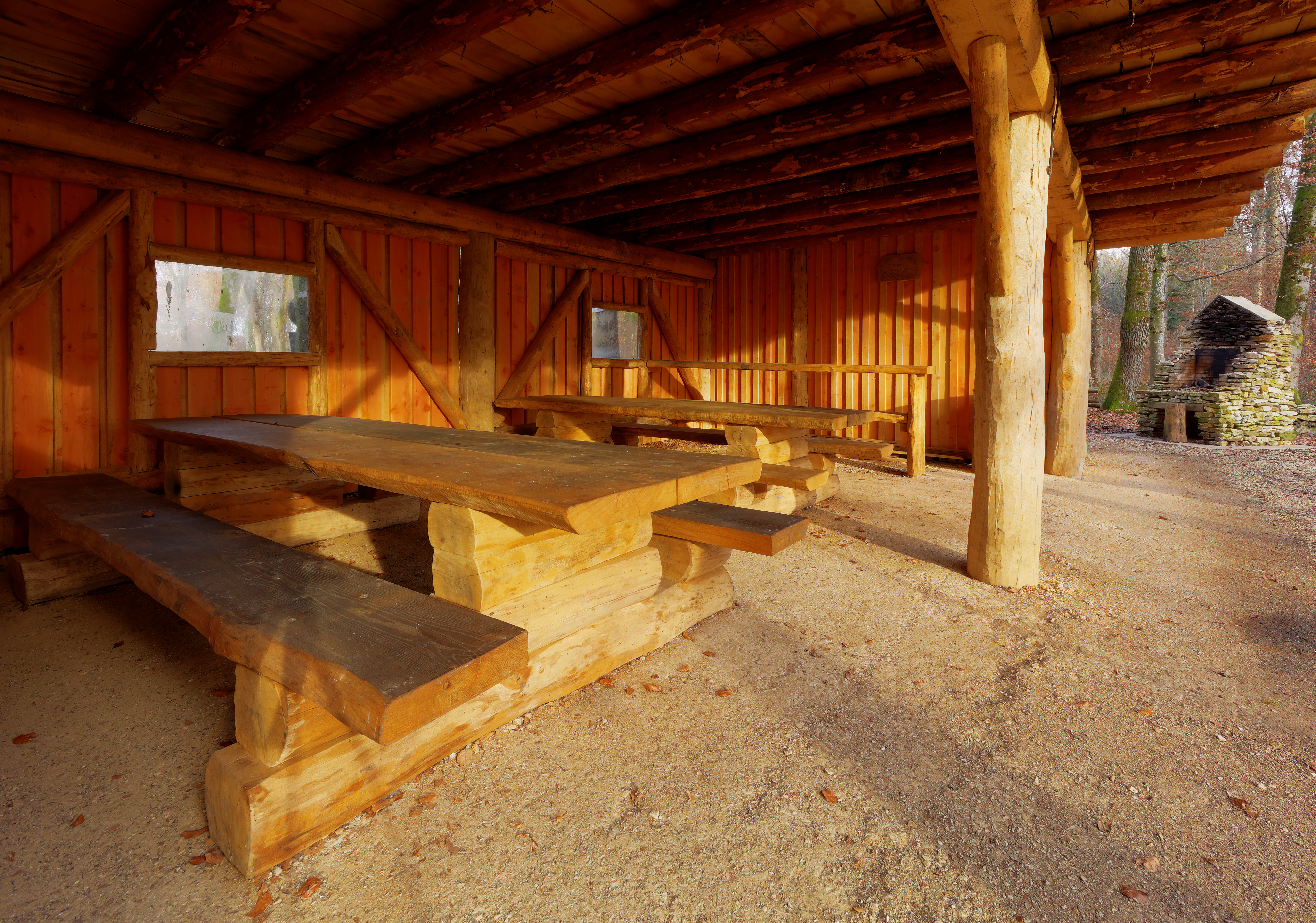
Tables de pique-nique dans la cabane.
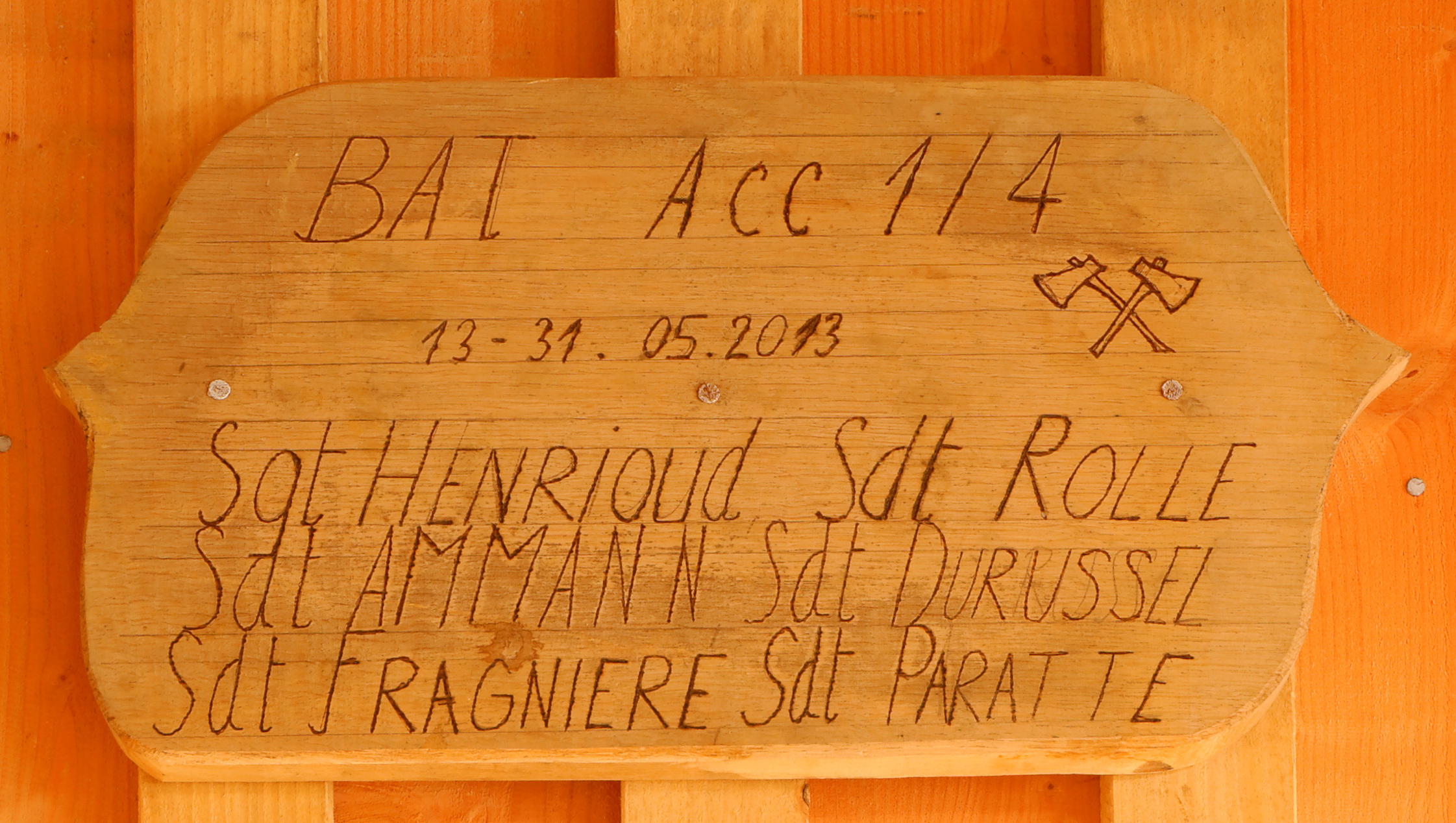
Signature du bat acc 1 de l'armée suisse ayant construit la cabane.

## Postérité
Le site fait l'objet de cartes postales anciennes, notamment de cartes montrant des gardes-frontières des trois pays rassemblés autour de la borne, avec l'inscription en allemand « Gruss aus drei Ländern » (« Salutation de trois pays »),,, très recherchées par les collectionneurs.

Cartes postales
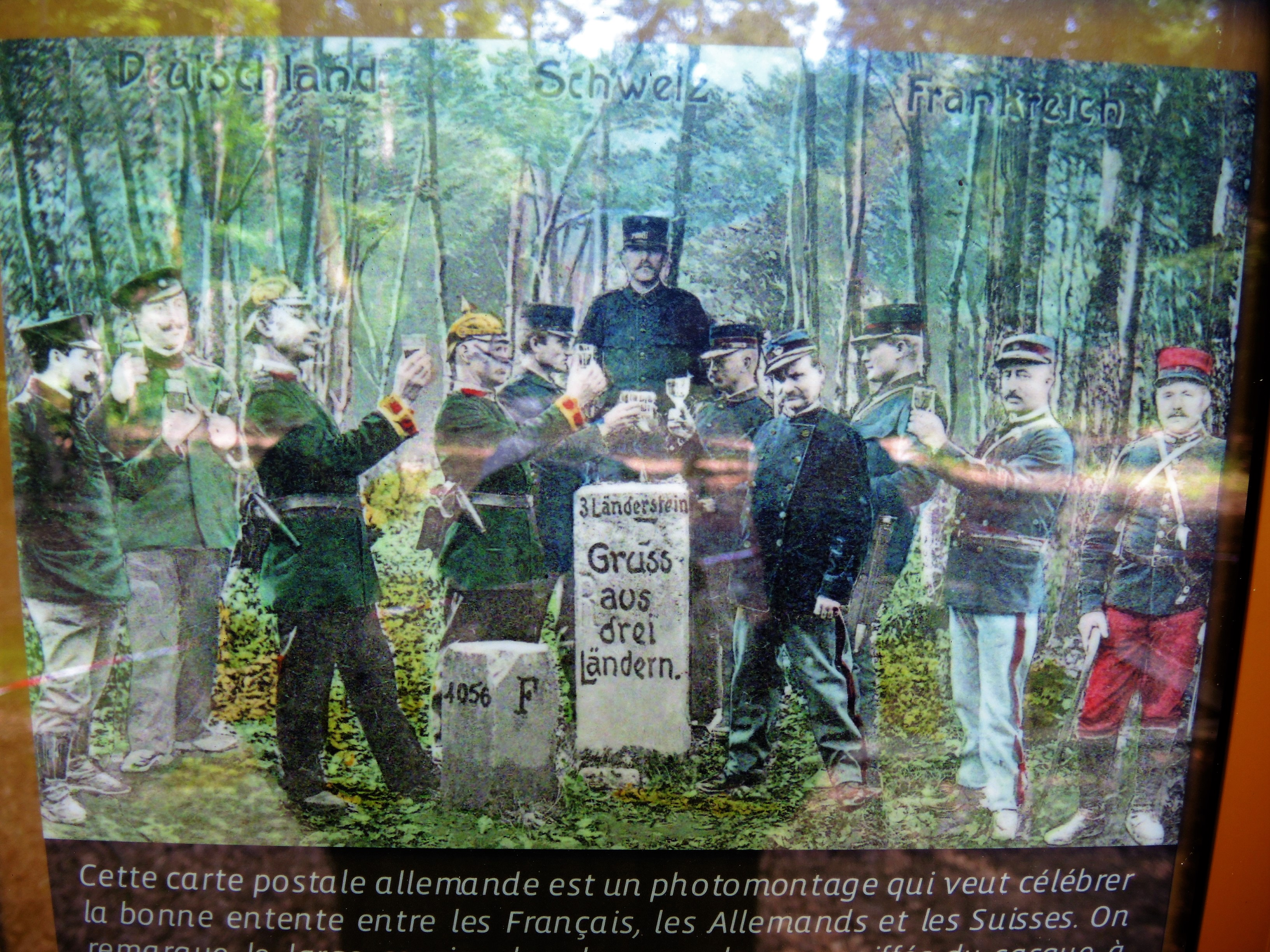
« Gruss aus drei Ländern ».